# Рагби репрезентација Енглеске
Рагби јунион репрезентација Енглеске је тим који представља Енглеску у рагби јунион такмичењима. Енглеска је, историјски гледано, највећа европска сила у рагбију. Енглези су измислили рагби, 26 пута су били шампиони Европе и једина су репрезентација из Европе која је успела да освоји титулу шампиона света. Први рагби јунион меч одигран је 1871. између репрезентација Шкотске и Енглеске. Све мечеве као домаћин Енглеска игра на стадиону Твикенам, капацитета 82 000 места. Службена навијачка песма енглеске рагби јунион репрезентације је " Swing Low, Sweet Chariot ", а симбол је црвена ружа. Дрес енглеске репрезентације је беле боје, а актуелни капитен је Крис Робшо који игра на позиција крилног у трећој линији. Међу најбоље енглеске рагбисте свих времена убрајају се Мартин Џонсон, Мајк Кет, Џони Вилкинсон, Џејсон Робинсон, Џејсон Ленард, Лоренс Далаглио, Рори Андервуд, Фил Викери, Вил Гринвуд, Џереми Гаскот, Пол Грејсон, Роб Ендру...
Успеси
- Светско првенство у рагбију

- Светски првак (1) : 2003.
- Финалиста (2) : 1991, 2007.

- Куп шест нација

- Освајач (26): 1883, 1884, 1886, 1890, 1892, 1910, 1912, 1913, 1914, 1920, 1921, 1923, 1924, 1928, 1930, 1932, 1934, 1937, 1939, 1947, 1953, 1954, 1957, 1958, 1960, 1963, 1973, 1980, 1991, 1992, 1995, 1996, 2000, 2001, 2003, 2011.

== Тренутни састав == 
- Том Јангс
- Ден Коул
- Џо Марлер
- Мако Вунипола
- Џо Ланчбери
- Кортни Лоз
- Џејмс Хаскел
- Крис Робшо - капитен
- Бен Морган
- Били Вунипола
- Дени Кер
- Бен Јангс
- Овен Фарел
- Џорџ Форд
- Сем Берџес
- Џонатан Џозеф
- Џони Меј
- Џек Ноуел
- Ентони Вотсон
- Мајк Браун
- Алекс Гуд
- Бред Барит
- Бен Фоден